# هوارد ديفيز (عداء سريع)
هوارد ديفيز (بالإنجليزية: Howard Davies) هو عداء سريع بريطاني، ولد في 5 أغسطس 1944 في نيوبورت في المملكة المتحدة.

## وصلات خارجية
- هوارد ديفيز على موقع أوليمبيديا (الإنجليزية)